# Агнес фон Барби-Мюлинген
Агнес фон Барби-Мюлинген (на немски: Agnes Gräfin von Barby-Mühlingen; * 23 юни 1540, Барби; † 27 ноември 1569, Бернбург) е графиня от Барби-Мюлинген и чрез женитба княгиня на Анхалт-Десау и Анхалт-Цербст (1551 – 1569).

## Произход
Тя е дъщеря (единадесетото дете) на граф Волфганг I фон Барби-Мюлинген (1502 – 1564) и съпругата му Агнес фон Мансфелд (1511 – 1558), дъщеря на граф Гебхард VII фон Мансфелд-Мителорт († 1558) и Маргарета фон Глайхен-Бланкенхайн († 1567).
Брат ѝ Албрехт X (1534 – 1586/1588) се жени през 1559 г. за принцеса Мария фон Анхалт-Цербст (1538– 1563), а брат ѝ Волфганг II (1531 – 1615) се жени през 1570 г. в Бернбург за принцеса Елизабет фон Анхалт-Цербст (1545 – 1574), които са сестри на нейния съпруг от 1560 г. Йоахим Ернст фон Анхалт-Цербст.

## Фамилия
Агнес фон Барби-Мюлинген се омъжва на 3 март 1560 г. в Барби за принц Йоахим Ернст фон Анхалт-Цербст-Бернбург-Кьотен († 16 декември 1586), син на княз Йохан II фон Анхалт (1504 – 1551) и Маргарета фон Бранденбург (1511 – 1577). Те имат 6 деца:
- Анна Мария (1561 – 1605)

∞ 1577 херцог Йоахим Фридрих (Бриг) (1550 – 1602)
- Агнес (1562 – 1564)
- Елизабет (1563 – 1607)

∞ 1577 курфюрст Йохан Георг от Бранденбург (1525 – 1598)
- Сибила (1564 – 1614)

∞ 1581 херцог Фридрих I от Вюртемберг (1557 – 1608)
- Йохан Георг I (1567 – 1618), княз на Анхалт-Десау

∞ 1588 Доротея фон Мансфелд-Арнщай (1561 – 1594)
∞ 1595 Доротея фон Пфалц-Зимерн (1581 – 1631)
- Кристиан I (1568 – 1630), княз на Анхалт-Бернбург

∞ 1595 г. за Анна фон Бентхайм-Текленбург (1579 – 1624)
Йоахим Ернст фон Анхалт се жени втори път на 9 януари 1571 г. в Щутгарт за Елеонора фон Вюртемберг (1552 – 1618).